# Caro Ferrer
Caro Ferrer, nom de scène de Carolina Ferrer, née le 18 août 1974 est une auteur-compositeur-interprète d’origine brésilienne.

## Biographie
Carolina Ferrer grandit à Rio de Janeiro dans le quartier d’Ipanema. Elle s’installe à Paris pour faire ses études et commence véritablement sa carrière de chanteuse en 2006.
À partir de 2007, elle produit son premier CD Jasmim no ar où elle réunit ses premières compositions. Dans le cadre de l'année de la France au Brésil, et en avant première de la septième édition du festival de jazz d’Ajaccio en 2009, elle lance son premier album. Elle collabore avec des musiciens phares de la MPB à Paris comme Márcio Faraco, Jorginho Amorim et Lameck Macaba,.
En 2011, elle produit et lance son deuxième album complètement personnel Samba pelo avesso avec des arrangements de Jorge Amorim et tourne en France (Montpellier, Grenoble, Lyon, Roanne, Montmonrency) notamment à Sète avec Rémy Kolpa Kopoul et à Rio de Janeiro.
En 2014, Desarmada révèle ses racines pop jazz,. L’album est produit entre Paris et Rio durant toute l’année 2013, avec des arrangements de Geovanni Andrade et de Vinicius Rosa.
En septembre 2015, elle crée le groupe Lamparina, qui propose des lectures modernes de sambas des années 40, accompagnée par Lannazita au cavaquinho et Hervé Morisot son guitariste depuis 2011.
Après avoir soutenu une thèse sur Chico César pour son Master en Littérature Civilisation brésilienne (Paris Ouest Nanterre) en juin 2016, Caro Ferrer part faire une tournée dans quelques villes du nordeste brésilien. De retour, elle démarre des nouvelles collaborations avec le cavaquiniste et percussionniste colombien Pedro Barrios, le guitariste Rodrigo Samico et les percussionnistes Wander Pio et Zé Luis Nascimento, arrangeurs ou co-compositeurs de quelques dernières chansons.
Pour son dernier album, Brisa mourisca, Caro Ferrer s'inspire de la première colonisation du nord-est du Brésil, celle des portugais influencés par leur culture maure. Brisa mourisca (brise mauresque) mélange les musiques nordestines avec des sonorités arabo-persanes,,,,,.

## Discographie
- 2009 : Jasmim no ar (album)
- 2011 : Samba pelo avesso (album) Little Genius Entertainment[16]
- 2014 : Desarmada (album)
- 2018 : Brisa mourisca (album)

## Participations
- Avec Márcio Faraco, Descaso sur l'album O Tempo (Le Chant du Monde)
- Avec Márcio Faraco, Noite de lembrar sur l'album O Tempo (Le Chant du Monde) et Latin Dreamland (Putamayo)[17]
- Avec Kwalunga, Estrela nagô (Rayon Vert Publishing Company)